# Tetčice
Tetčice jsou obec v okrese Brno-venkov v Jihomoravském kraji. Rozkládají se v Boskovické brázdě, na okraji přírodního parku Bobrava. Žije zde přibližně 1 100 obyvatel.

## Název
První písemná zmínka o obci (v podobě Tuchssici) se nalézá v latinsky psané Kosmově kronice. Není však jasné, zda se jedná o Tetčice, neboť mohlo jít taktéž o Čučice. Za zmínku však stojí skutečnost, že uvedenému Tuchssici v dotyčném výčtu Kosmovy kroniky bezprostředně předchází název Omic, které oproti Čučicím s Tetčicemi i zeměpisně sousedí.
Na vesnici bylo přeneseno původní označení jejích obyvatel Tetčici odvozené od osobního jména Tetek nebo Tetka a znamenající "Tetkovi lidé". V některých písemných dokladech se objevuje i hovorové Tečice vzniklé z předchozího hláskovým zjednodušením.

## Historie
První písemná zmínka o obci pochází z roku 1104, první ověřená historická zmínka pochází až z roku 1240.
Na začátku 17. století měla obec 20 domů, po třicetileté válce z nich bylo obydlených pouze 13. Roku 1790 zde bylo již 32 domů a 211 obyvatel.
Do roku 1852 se v obci nacházel velký rybník, který zanikl při výstavbě železnice. Jeho hráz byla v místech silnice vedoucí od železniční stanice ke Křibům. Za jeho vznik vděčí obec majitelům rosického panství. Tetčice jsou dodnes s ním spjaty, jak je patrno i ze znaku a vlajky obce.
O rozvoj obce se nepřímo postaraly nedaleké černouhelné doly Rosicko-oslavanského revíru. V letech 1852–1855 se totiž do dolů postavila železnice z Brna a přinesla obci nejen několik pracovních příležitostí a pohodlné spojení až do středu Brna, ale i podstatné změny ve vzhledu obce. Postavení nádraží také umožnilo v jeho blízkosti postavit pilu, která je tam dodnes, ačkoli se obec mezitím rozrostla a pila je dnes vlastně centrem obce.
V roce 2011 byla provedena menší změna hranice mezi Tetčicemi a Rosicemi.
V roce 1987 se zhroutily dva místní vrty poté, co z nich bylo čerpáno více než 15 litrů vody za sekundu. Následkem narušení geologického podloží lidem začaly praskat domy v Tyršově ulici včetně sokolovny a hrozila i ztráta pramenů. Proto bylo množství čerpané vody omezeno. V roce 2012 však Rosice z důvodu nové výstavby usilovaly o zdvojnásobení čerpaného množství vody a zároveň vypustily ze svého územního plánu závazek zajistit pro novou výstavbu nový zdroj pitné vody z vírského vodovodu. Žalobu proti rosickému územnímu plánu podalo (ve shodě s tehdejší samosprávou) tetčické občanské sdružení Voda pro Tetčice vedené místostarostou Josefem Dvořákem. Nejvyšší správní soud však tomuto občanskému sdružení upřel legitimaci návrh podat a konstatoval, že soudu nepřísluší posuzovat využití vody, že soud může posoudit pouze právoplatnost zásobování vodou a že námitky sdružení jsou nepřezkoumatelné. V roce 2014 bylo zapsáno nové občanské sdružení s podobným názvem Voda z Tetčic, vedené opět Josefem Dvořákem, které celostátně proslulo procesním blokováním významných železničních a silničních staveb na Brněnsku a Přerovsku.

## Obyvatelstvo
| Rok            | 1869 | 1880 | 1890 | 1900 | 1910 | 1921 | 1930 | 1950 | 1961 | 1970 | 1980 | 1991 | 2001 | 2011  | 2021  |
| -------------- | ---- | ---- | ---- | ---- | ---- | ---- | ---- | ---- | ---- | ---- | ---- | ---- | ---- | ----- | ----- |
| Počet obyvatel | 399  | 445  | 481  | 526  | 595  | 555  | 778  | 855  | 882  | 891  | 915  | 928  | 946  | 1 042 | 1 135 |
| Počet domů     | 45   | 53   | 61   | 67   | 92   | 100  | 165  | 215  | 221  | 238  | 262  | 314  | 330  | 361   | 387   |

Vývoj počtu obyvatel

## Hospodářství obce
Firmy a instituce sídlící nebo mající v obci výrobní závod vytvářejí cca 350–400 pracovních míst. Průměrná míra nezaměstnanosti za leden 2011 v obci činila 10,9 %, což představuje 50 nezaměstnaných s trvalým pobytem v obci dle údajů MPSV. Mezi nejvýznamnější zaměstnavatele v obci patří Pila Tetčice, ALU Progres, stavební společnost Rusín a spol. a Hotel Crlík.

## Obecní správa
Od 50. let 20. století do 30. června 1980 Vohančice byly obcí, zpočátku v okrese Brno, posléze v okrese Brno-venkov, poté v letech 1949–1960 v okrese Rosice a od roku 1960 znovu v okrese Brno-venkov. Od 1. července 1980 do 31. prosince 1991 patřily jako část města k Rosicím a od 1. ledna 1992 jsou znovu obcí.

### Obecní symboly
Znak a vlajka byly obci uděleny rozhodnutím předsedy Poslanecké sněmovny Parlamentu České republiky dne 25. listopadu 2003.
Znakem obce je nezdobený štít půlený bílou vlnovkou znázorňující vodní hladinu. Pod hladinou pluje v modrém poli doleva bílá štika – symbol dřívější příslušnosti k rosickému panství. Nad hladinou je v zeleném poli bílý květ lakušníku.

## Doprava
Středem obce vede silnice II. třídy č. 394 spojující dálnici D1 a region Ivančicka s velmi vysokou intenzitou provozu přesahující 10 000 aut za den. Dále obcí prochází silnice III. třídy č. 3945 spojující obce Rosice a Střelice. Obě silnice jsou v majetku a ve správě Jihomoravského kraje.
Tetčice jsou obsluhovány Integrovaným dopravním systémem Jihomoravského kraje (IDS JMK) a to vlakovou linkou S4 Brno – Náměšť nad Oslavou (na trati Brno – Jihlava) a autobusovými linkami č. 406 Brno–Rosice–Tetčice–Oslavany–Ivančice a č. 423 Javůrek–Domašov–Rosice–Ivančice–Oslavany–Mohelno. Vlaky do Brna a Zastávky jezdí tři za hodinu ve špičce a mimo špičku a o víkendech v hodinovém intervalu.
Před tetčickým nádražím je umístěn malý přestupní terminál pro navazující autobusy IDS JMK, mimoto je v obci ještě jedna autobusová zastávka Tetčice, Neslovická, kterou je možné využít při cestě na vlak do Brna nebo Zastávky v rámci tarifu IDS JMK.
Přes obec vede cyklistická stezka č. 5171 z Rosic přes Bučín a Hlínu do Židlochovic. Většina její trasy na území obce se nachází na komunikacích s omezeným provozem aut, pouze pár desítek metrů vede po vysoce frekventovaném průtahu obce.

## Pamětihodnosti
Nejstarší památkou je barokní kaple sv. Floriána, která byla postavena v roce 1764, další památkou je socha sv. Jana Nepomuckého z přelomu 18. a 19. století stojící na skále. Pod touto sochou se nachází neobvyklá skupina kříže s dvěma pylony pocházející z roku 1850. Na pylonech jsou zobrazeny sv. Jan Evangelista a Panna Marie.

## Osobnosti
- Hubert Svoboda (1891–1969), architekt a stavitel

## Galerie

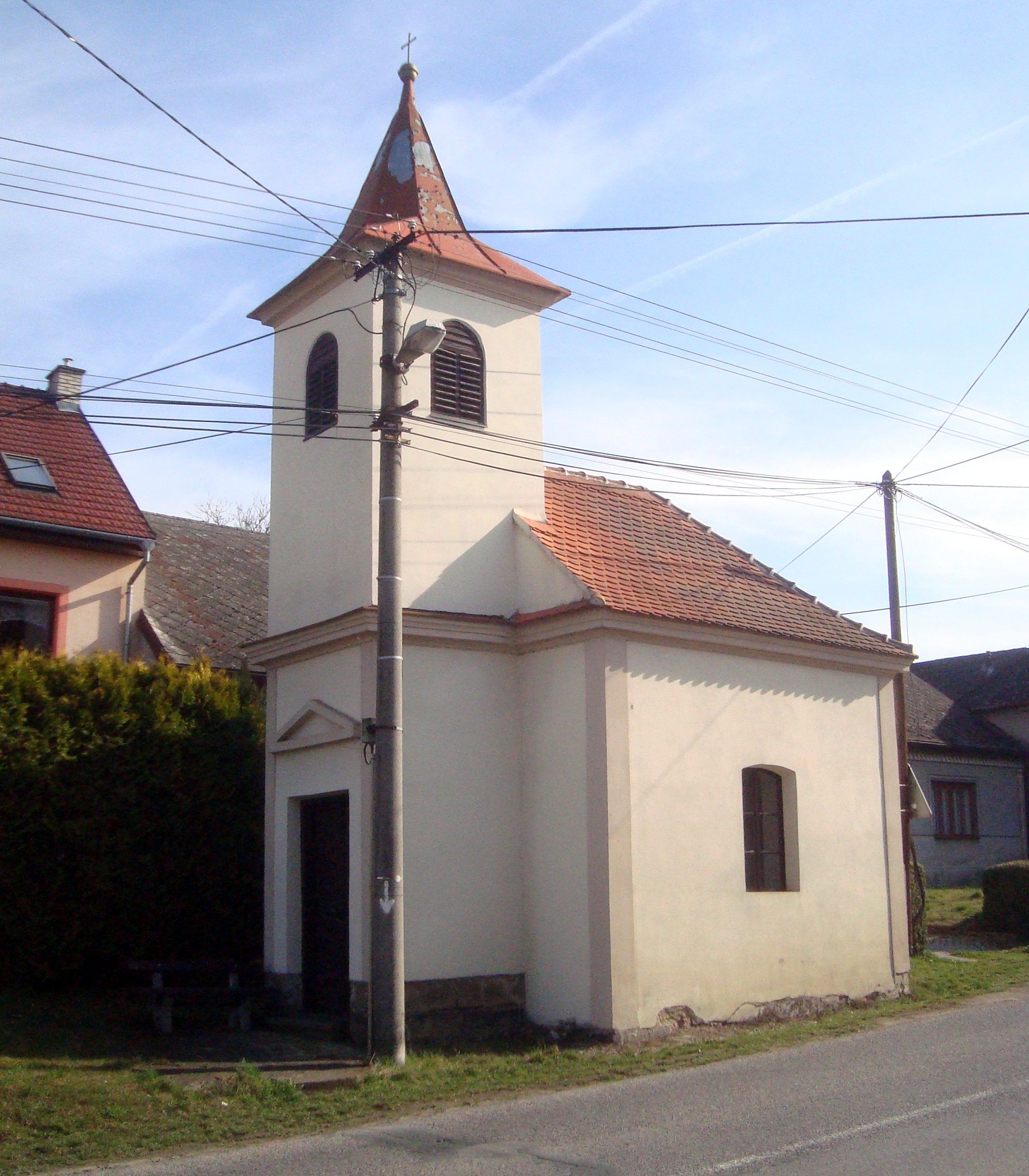
Kaple svatého Floriána
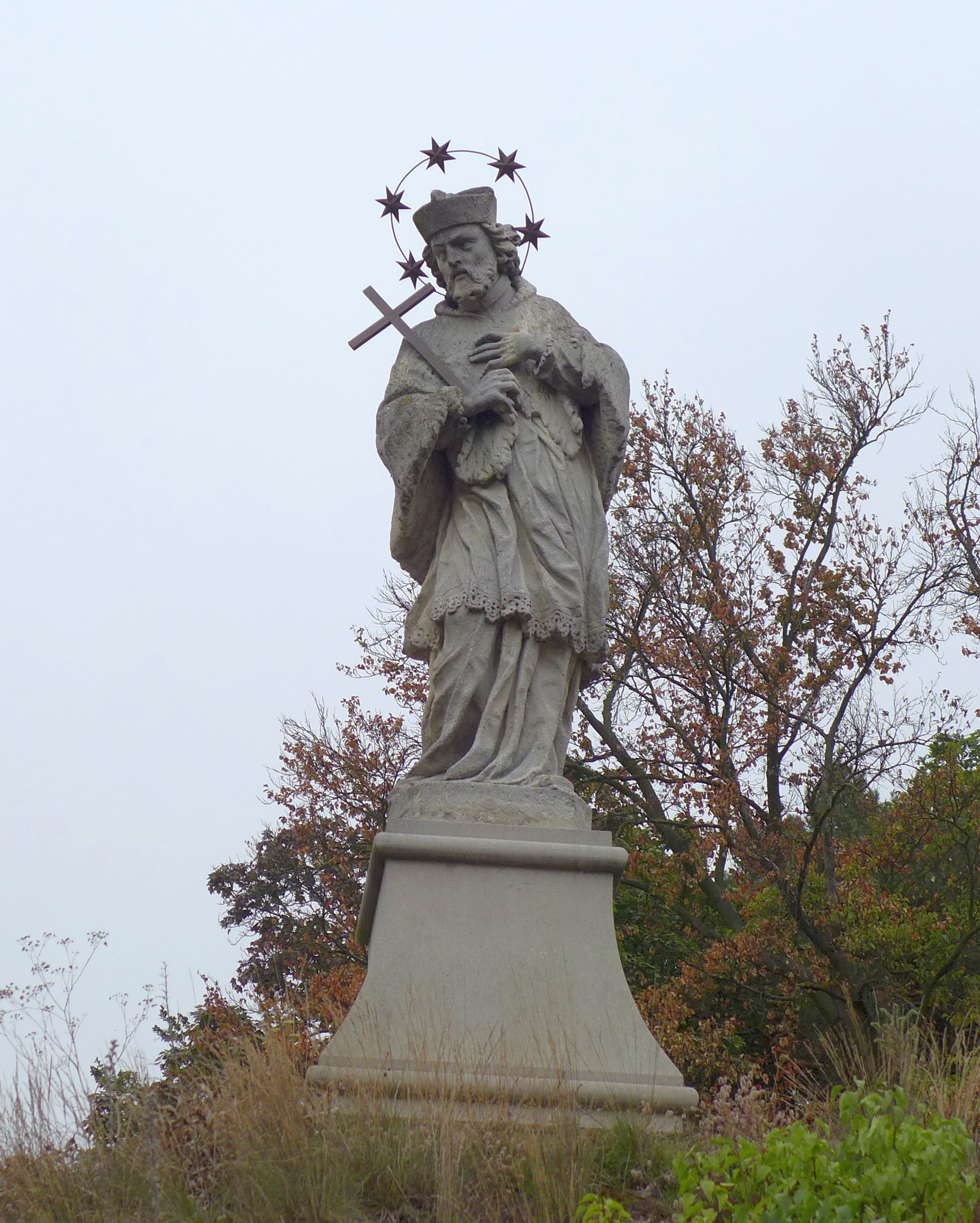
Socha sv. Jana Nepomuckého
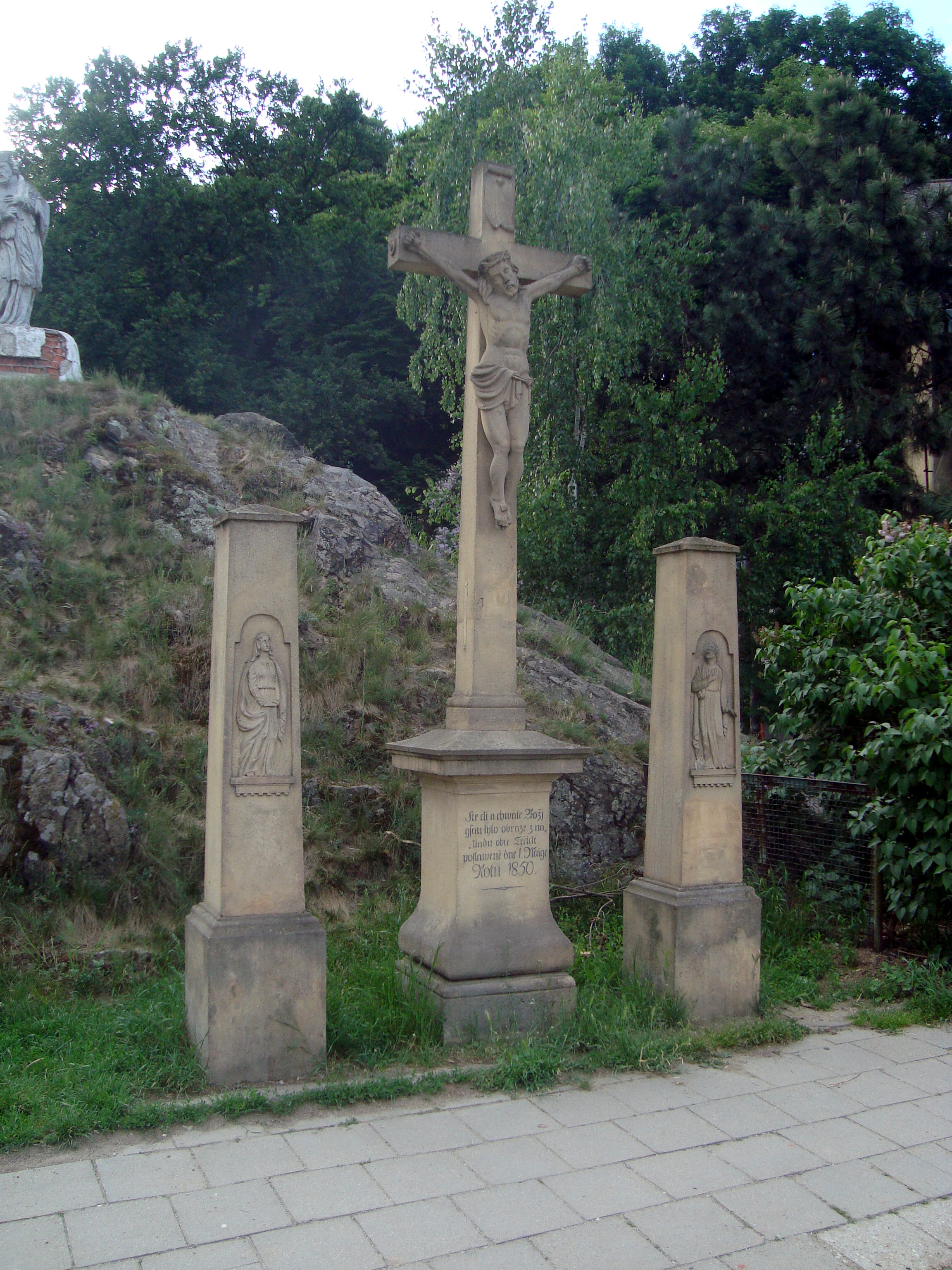
Kříž s dvěma pylony
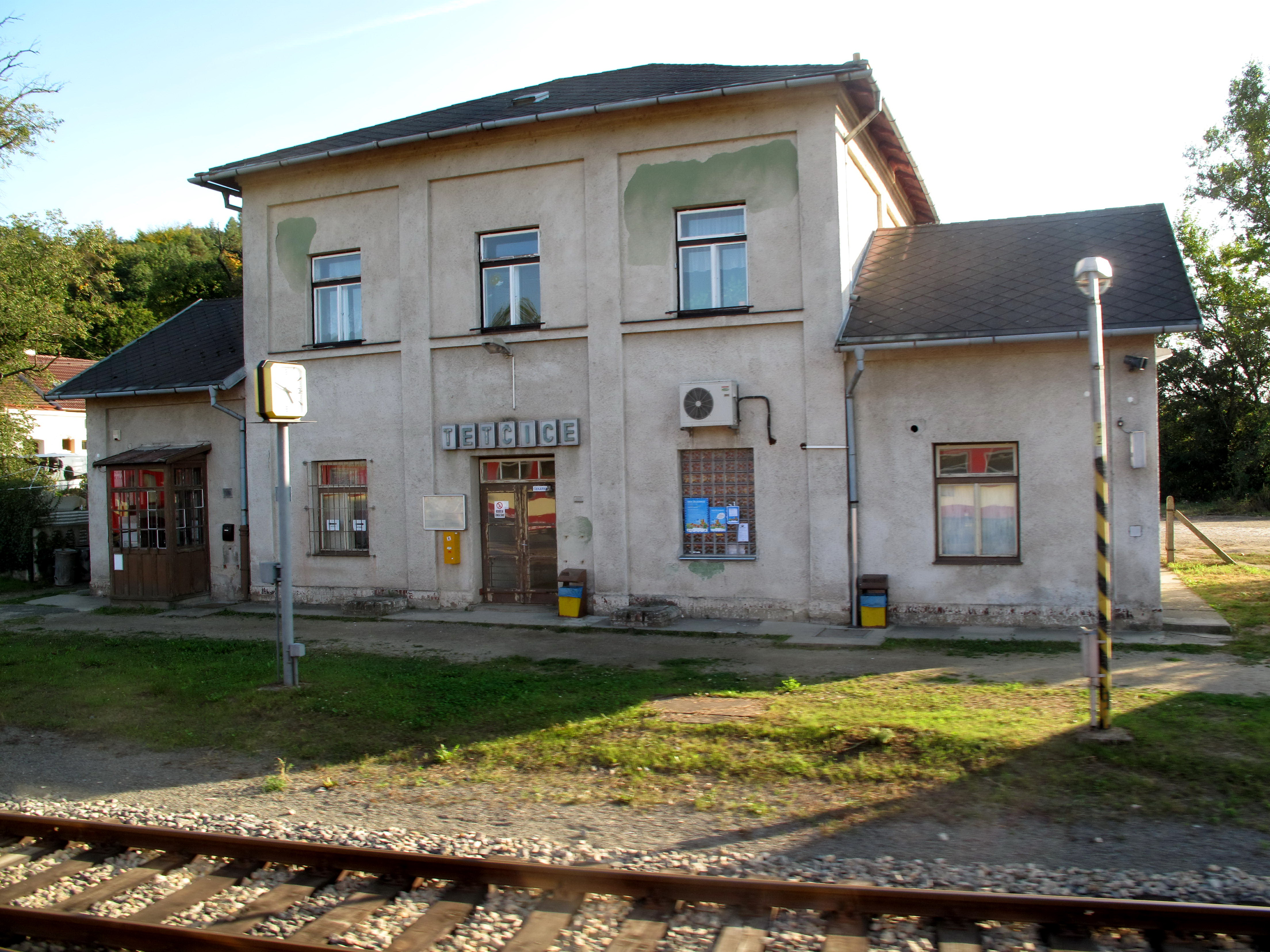
Nádraží